# تورلاک کانوری
تورلاک کانوری (انگلیسی: Turlough Convery؛ زادهٔ ۱۸ مارس ۱۹۹۱) بازیگر اهل ایرلند است.
از فیلم‌ها یا برنامه‌های تلویزیونی که وی در آن نقش داشته‌است، می‌توان به سندیتون، پولدارک، بینوایان، قدیسه ماد، آینه سیاه و بلفاست اشاره کرد.